# Ajuga laxmannii
Germandrée de Laxmann
Espèce
Classification phylogénétique
Ajuga laxmannii est une espèce de plantes à fleurs de la famille des Lamiacées, du genre Ajuga. C'est une plante herbacée originaire d'Europe, du Caucase et d'Asie occidentale (Turquie). Elle est également connue sous le nom de germandrée de Laxmann.